# Jane Wijdenbosch
Jane Wijdenbosch (7 februari 1934 – 5 juni 2007) was een Surinaams welzijnswerker en politicus. Ze zette zich in de jaren 1970 in voor de belangen van Surinamers in Nederland. Van 1985 tot 1987 was ze lid van de De Nationale Assemblée in de groep die was aangewezen door het militaire regime.

## Biografie
Jane Wijdenbosch werd geboren in Suriname. Haar jongere broer, Jules Wijdenbosch, werd later president van Suriname.
In de jaren 1970 bevond ze zich in Nederland en was ze bestuurslid en coördinatrice van BEST (Bouw Een Surinaams Tehuis) die sinds september 1972 voor twaalf Surinaamse-Nederlandse organisaties het sociaal cultureel centrum Anton de Kom aan de Herengracht 65 in Amsterdam beheerde. Ze nam het op tegen discriminatie tegen Surinamers, en voor vorming vóór terugkeer en voor maatschappelijke opvang van Surinamers. De stichting BEST werd voor een deel van haar activiteiten via de gemeente Amsterdam gesubsidieerd uit gelden van het ministerie van Cultuur, Recreatie en Maatschappelijk Werk (CRM).
In de jaren 1980 was ze terug in Suriname. Op 31 december 1984 werd haar naam bekend als een van de nieuwe leden van De Nationale Assemblée van 1985. Zij behoorde tot de groep parlementariërs die was aangewezen door het militaire regime. In de loop van 1985 fungeerde ze ook als waarnemend assembléevoorzitter. In 1987 werd ze door de Nederlandse krant Algemeen Dagblad omschreven als een van de belangrijkste mensen van de eenheidsbeweging van Desi Bouterse, de 25 Februaribeweging. Ze ging dat jaar als assembléelid voor een werkreis naar Libië om een congres te bezoeken. Suriname had toen een groot gebrek aan deviezen (buitenlands geld) en de reiskosten werden betaald door de Libische regering.
In 2006 werd ze samen met Wilfred Lionarons voor haar welzijnswerk onderscheiden met de Kwakoe Award.